# ELH
ELH: English Literary History es una revista académica establecida en 1934 y dedicada al estudio de las principales obras en idioma inglés, en particular la literatura británica. Trata la evolución en la literatura a través de los métodos histórico, crítico y teórico. Su publicación es trimestral y tiene una tirada aproximada de 1568 ejemplares, además fue una de las primeras revistas en ofrecer acceso en línea como parte de Project Muse. La actual redactora jefe de EHL es Frances Ferguson (Universidad Johns Hopkins). 